# Liên đoàn các hiệp hội thương mại quốc tế
Liên đoàn các Hiệp hội Thương mại Quốc tế (Federation of International Trade Associations - Fita) được thành lập vào năm 1984. Thông qua trang web của  hội  fita.org và globaltrade.net, Liên đoàn các Hiệp hội Thương mại Quốc tế cung cấp thông tin và dịch vụ để giúp mở rộng thương mại quốc tế.
Tổng số, hơn là 450 000 thành viên đại diện cho 450 hiệp hội trong Liên đoàn các Hiệp hội Thương mại Quốc tế (FITA), tham gia vào thương mại quốc tế: các công ty xuất khẩu và cung cấp dịch vụ. 

## Cung cấp dịch vụ
Cung cấp dịch vụ như các công ty xuất nhập khẩu, giao nhận vận tải, hải quan môi giới, hãng hàng không hoặc hàng hải, cảng, công ty tài chính, bảo hiểm, các chuyên gia, đại lý, nơi thị trường, hiệp hội, các công ty luật, tư vấn,...

## Cơ sở dữ liệu của những nhà cung cấp dịch vụ
Liên đoàn các hiệp hội thương mại Quốc tế đã ký kết hợp tác công-tư nhân với Hoa Kỳ Dịch vụ Thương mại thuộc Sở Thương mại Mỹ, UK trade & Investment (UKTI), Hong Kong TDC cho sự khởi động của GlobalTrade.net B2B trên thị trường.
Alibaba.com cũng là một trang web đối tác GlobalTrade.net